# Tomba Campana

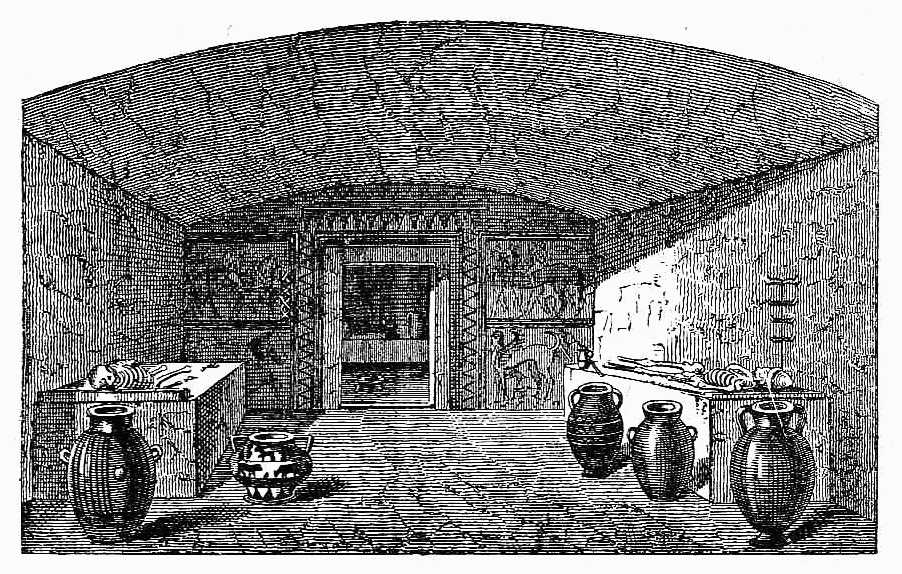
1843 angefertigte Ansicht der ersten Grabkammer

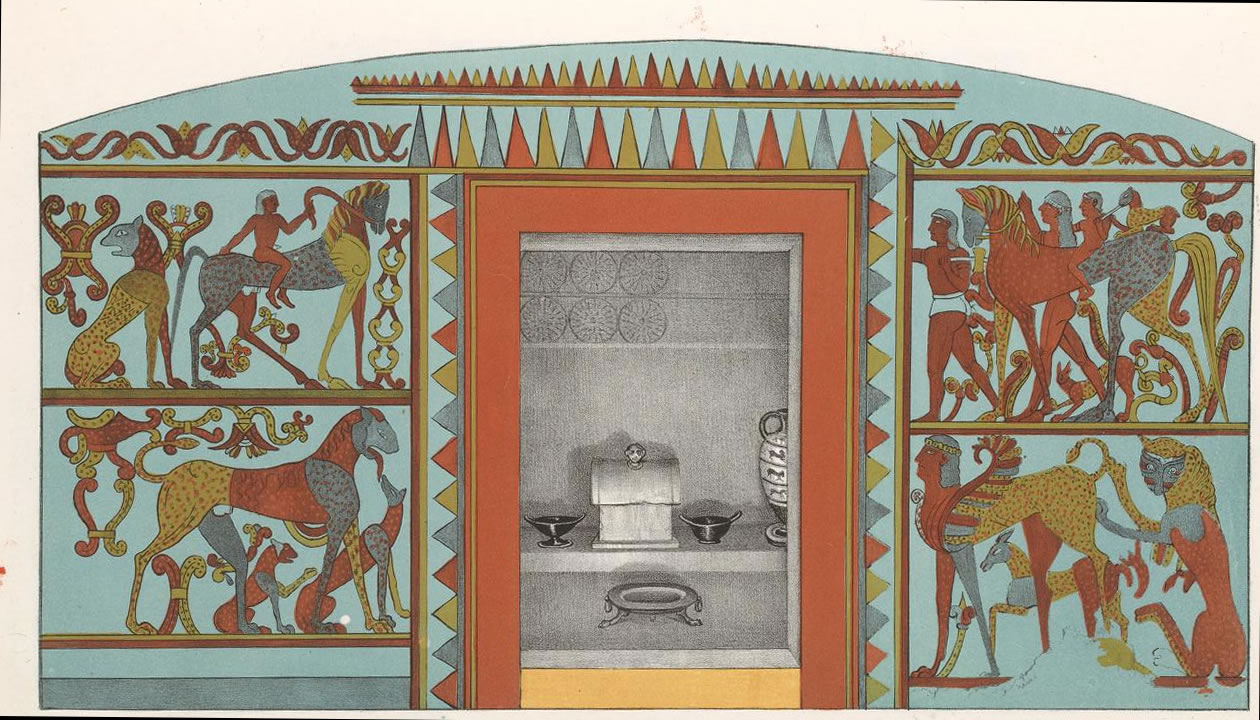
Malereien des Campana Grabes

Die  Tomba Campana ist eine etruskische Grabanlage in Formello in der italienischen Region Latium. Die Grabanlage befindet sich auf dem Gebiet der ehemaligen etruskischen Stadt Veji und wurde 1843 von Giampietro Campana entdeckt, nach dem das Grab benannt wurde. Sie enthielt zahlreiche Beigaben, darunter korinthische Vasen, ist aber vor allem wegen ihrer Wandmalereien bekannt, die in die Orientalisierende Periode der Etrusker um 600 v. Chr. datieren. Es handelt sich um eines der ersten mit großen figürlichen Szenen ausgemalten etruskischen Gräber. Im 20. Jahrhundert stellte sich die Entdeckung durch Campana als geschickt geplanter Schwindel heraus, der auch Zweifel an der Authentizität der Wandmalereien aufkommen ließ.

## Entdeckung
Die Entdeckung des Grabes durch Giampietro Campana sorgte für ein gewisses Echo unter den Archäologen der damaligen Zeit. Die auf einem Grundstück der Familie Chigi gefundene Grabanlage bestach durch ihre reichen und sehr gut erhaltenen Grabbeigaben und Wandmalereien, die für Veji einzigartig waren. Kurz nach der Übermittlung des ersten Grabungsberichtes im Februar 1843 wurde es von einer von Pietro Ercole Visconti angeführten Kommission aufgesucht. Noch bevor die Öffentlichkeit im März 1843 von der Entdeckung durch Emil Braun erfuhr, war der Eingang des Grabes bereits mit einem Eisengitter vor unerwünschten Besuchern abgesichert worden.
In der Folge waren es Campana selbst sowie der Archäologe Luigi Canina und der britische Altertumsforscher George Dennis, die mit ihren Veröffentlichungen zur Bekanntheit der Grabanlage beitrugen, so dass das Grab bald zu einem obligatorischen Ziel bei einem Besuch der Grabungen von Veji wurde. Dabei ließ man es aber an der gebotenen Aufsicht mangeln, so dass bald Grabbeigaben verschwanden und auch Vandalismus vorkam. Zum Teil wurden die entwendeten Grabbeigaben durch andere Gegenstände unbekannter Herkunft ersetzt. Im Juli 1901 wurden die im Grab verbliebenen Stücke in das Museo Nazionale Etrusco di Villa Giulia gebracht und gerieten dort in einem Lagerraum in Vergessenheit, bis sie in den 1960er Jahren wiederentdeckt wurden.
Mit der Wiederentdeckung begann man sich auch erneut für das Grab und die Entdeckung durch Campana zu interessieren. Bei der Untersuchung der Fundstücke stellte sich heraus, dass einige Gegenstände ursprünglich aus anderen Gräbern stammten und in der Tomba Campana noch vor der Fertigstellung des ersten Grabungsberichtes durch Campana im Februar 1843 eingeschleust worden waren. Diese Entdeckung ließ Zweifel auch an der Originalität der anderen Grabbeigaben aufkommen. Bestärkt wurden diese Zweifel auch dadurch, dass Zeichnungen der Grabanlage bereits um 1825 erstmals angelegt worden waren. Es ist daher auszuschließen, dass in einem über Jahrzehnte vor der angeblichen Entdeckung bekannten und zugänglichen Grab, noch gut erhaltene originale Grabbeilagen zu finden waren und die dort gefundenen Grabbeilagen von Campana selbst oder von Helfern dorthin geschafft worden sind. Aufgrund dessen bestehen auch berechtigte Zweifel an der Originalität der bei der angeblichen Entdeckung 1843 sehr gut erhaltenen Grabmalereien, für die die Grabanlage bekannt ist, zumal das Grab bereits über Jahrzehnte vorher zugänglich war und die Grabmalereien nach der „Entdeckung“ durch Campana innerhalb weniger Jahre sichtliche Zerfallserscheinungen aufwiesen.

## Beschreibung
Die Grabanlage befindet sich innerhalb des Naturparks Veio (italienisch Parco regionale di Veio) an der orographisch linken Uferseite des Cremera an der Gemeindegrenze zum römischen Municipio XV. Die in einen Hügel aus Tuffstein gegrabene Anlage ist über einen etwa 15 Meter langen canyonartigen Zugang erreichbar.
Das Grab besteht aus zwei Räumen. Im ersten fanden sich zwei Tote, im zweiten drei. Die Wandmalereien sind heute alle verblasst und vor allem durch Zeichnungen von Luigi Canina bekannt. Vor allem die Rückwand der ersten Kammer ist bemalt. Links und rechts von der Tür zur zweiten Kammer befinden sich jeweils zwei Register mit der Darstellung von Menschen und Fabeltieren. Daneben gibt es auswuchernde florale Muster. Die Malereien sind deutlich von korinthischer und etrusko-korinthischer Vasenmalerei beeinflusst. Die langen Beine der Tiere erinnern dagegen eher an Skulpturen aus Prinias auf Kreta. In der rechten oberen Ecke befindet sich die Darstellung einer Prozession. Ein nackter Reiter sitzt auf einem Pferd, zwei Männer begleiten ihn zu Fuß. Die Interpretation der Szene ist umstritten. Es mag sich um eine Jagdszene handeln, um die Rückkehr des Hephaistos oder um die Reise des Toten in die Unterwelt. Die letztere Interpretation wird heute von der Forschung favorisiert.